# گاتهام (فصل ۱)
فصل ۱ گاتهام فصل اول سریال تلویزیونی آمریکایی گاتهام است که بر اساس شخصیت های دی‌سی کامیکس در فرانچایز بتمن ساخته شده است، این سریال برروی شخصیت های جیمز گوردون و بروس وین متمرکز شده است. این فصل توسط پریمروز هیل پروداکشن ، دی سی اینترنیمیت و وارنر برادرز تله‌ویژن ساخته شده است،و برونو هلر و دنی کنن به عنوان شورانر بودند. 
خبر تولید این فصل در سپتامبر ۲۰۱۳ گزارش شد. ستارگان این فصل بن مک‌کنزی در کنار دانل لوگ ، دیوید مازوز ، زابرینا گوارا ، شان پرتوی ، رابین لرد تیلور ، ارین ریچاردز ، کمرن بیکوندووا ، کوری مایکل اسمیت ، ویکتوریا کارتاجینا ، اندرو استوارت جونز ، جان دومن و جیدا پینکت اسمیت هستند. این فصل در دو نیمه پخش شد: ۱۰ قسمت اول از سپتامبر تا نوامبر ۲۰۱۴؛ و ۱۲ قسمت دیگر از ماه فوریه تا مه ۲۰۱۵ پخش شد. این فصل در تاریخ ۲۲ سپتامبر ۲۰۱۴ در فاکس پخش شد و در تاریخ ۴ مه ۲۰۱۵ به پایان رسید. 